# Фокус на пациенте
Фокус на пациенте (норв. Pasientfokus; PF) — норвежская политическая партия, основанная как движение, выступающее в поддержку расширения больницы коммуны Алта в Финнмарке. На парламентских выборах 2021 года партия получил одно из пяти мест в Стортинге от Финнмарка.